# Samoa américaines aux Jeux olympiques d'été de 2000
La Samoa américaines ont envoyé 4 athlètes aux Jeux olympiques de 2000 à Sydney en Australie.

## Résultats

### Athlétisme
Pour un article plus général, voir Athlétisme aux Jeux olympiques d'été de 2000.
100 m homme
| Nom              | Tour 1 | Tour 2 | Demi-finale | Finale | Classement final |
| ---------------- | ------ | ------ | ----------- | ------ | ---------------- |
| Kelsey Nakanelua | 10.93  | -      | -           | -      | -                |

Lancer de marteau femmes
| Nom           | Qualifications | Qualifications | Qualifications | Qualifications | Qualifications | Qualifications | Qualifications |                  |
|               | 1              | 1              | 2              | 2              | 3              | 3              |                |                  |
| Lisa Misipeka | 61.74          | 61.74          | 58.74          | 58.74          | x              | x              | 61.74          |                  |
|               | Finale         | Finale         | Finale         | Finale         | Finale         | Finale         | Finale         | Classement final |
|               | 1              | 2              | 3              | 4              | 5              | 6              |                |                  |
|               | -              | -              | -              | -              | -              | -              | -              | -                |

### Haltérophilie
Pour un article plus général, voir Haltérophilie aux Jeux olympiques d'été de 2000.
Homme
| Athlète       | Catégorie | Arraché | Arraché | Arraché | Épaulé-jeté | Épaulé-jeté | Épaulé-jeté | Total | Rang |
| Athlète       | Catégorie | 1       | 2       | 3       | 1           | 2           | 3           | Total | Rang |
| ------------- | --------- | ------- | ------- | ------- | ----------- | ----------- | ----------- | ----- | ---- |
| Alesana Sione | + 105 kg  | 160.0   | 165.0   | 167.5   | 190.0       | 197.5       | 197.5       | 357.5 | 20   |

### Tir à l'arc
Pour un article plus général, voir Tir à l'arc aux Jeux olympiques d'été de 2000.
| Homme individuel |              |                    |        |
| Kuresa Tupua     |              |                    |        |
| 1/32             | Perdu face à | Yong-Ho Jang Corée | 172-98 |

## Officiels
- Président : Mr. Ben Solaita
- Secrétaire général : Mr. Ken Tupua
- Chef de mission : Mr. Eddie Imo
- Attachée : Mme Simeafou Imo
- Chef médical : Mr. Chris Spalding
- Entraineur au tir à l'arc : Mr. Dave Tupua
- Entraineur à l'haltérophilie : Mr. Roy Brown